# عشقة
العَشقة أو حَبْل المَسَاكِين أو اللَبْلاَب الكَبِير أو اللَبْلاَب المُتَسَلِّق أو العَصْبَة أو العِطْفَة أو العَطْفَة أو العَطَفَة أو الفَشْغَة أو الفُشَاغ أو الفُشَّاغ أو العمشق جنس نباتي متسلق يتبع الفصيلة الفشغية. يزرع حالياً لقيمته الجمالية، فهو سريع التكاثر بشكل كبير وقادر على تغطية مساحات كبيرة من واجهات المباني، بعض أنواعه دائمة الخضرة بينما البعض الآخر نفضي. كذلك فإن بعض أنواعه سامة جداً مثل العشقة المتسلقة (بالإنجليزية: Poison ivy)‏.
يختلف نبات العشقة عن اللبلاب اختلافًا جذريًا، فالأخير يتبع الفصيلة المحمودية.

## معرض صور

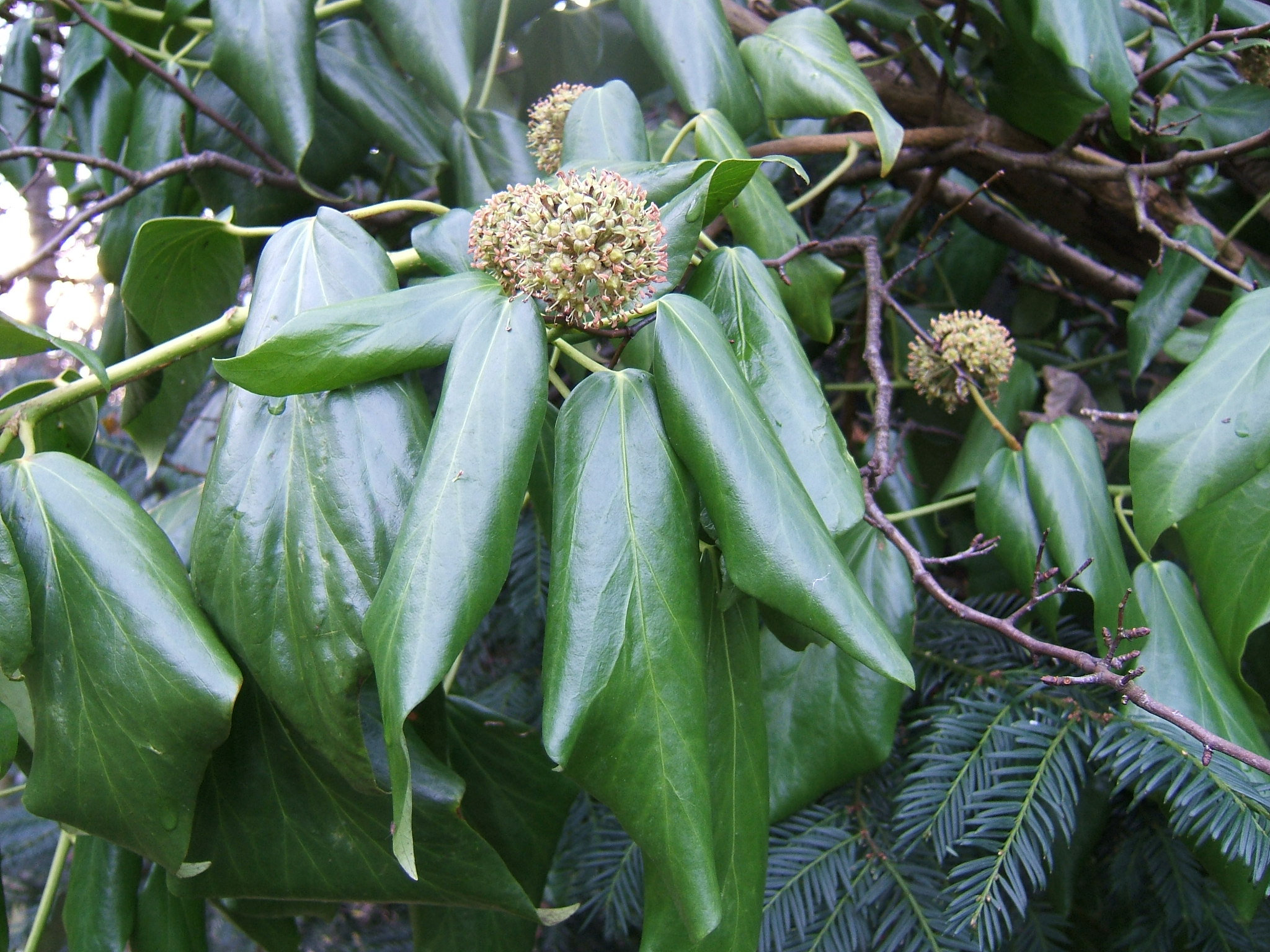
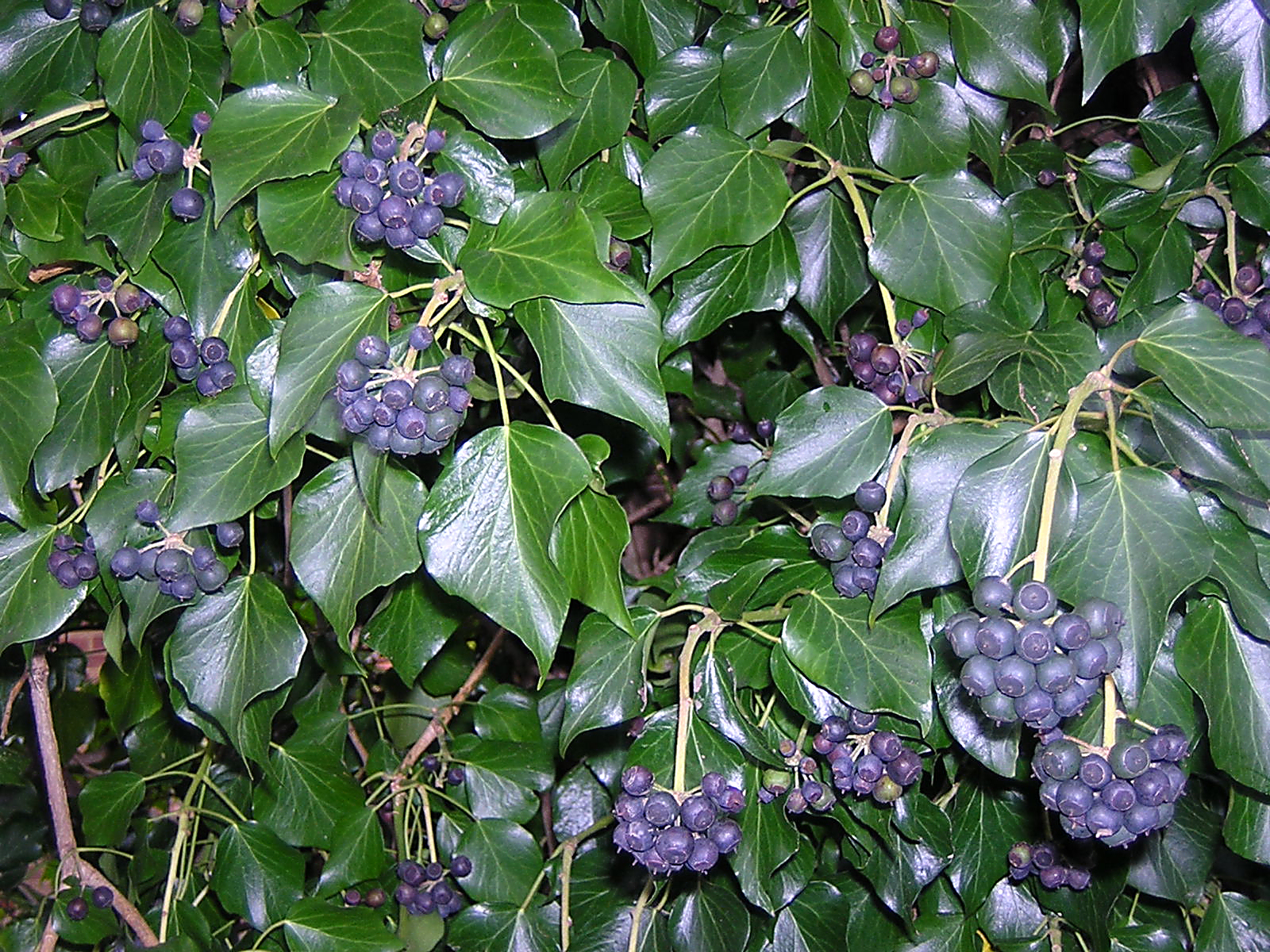
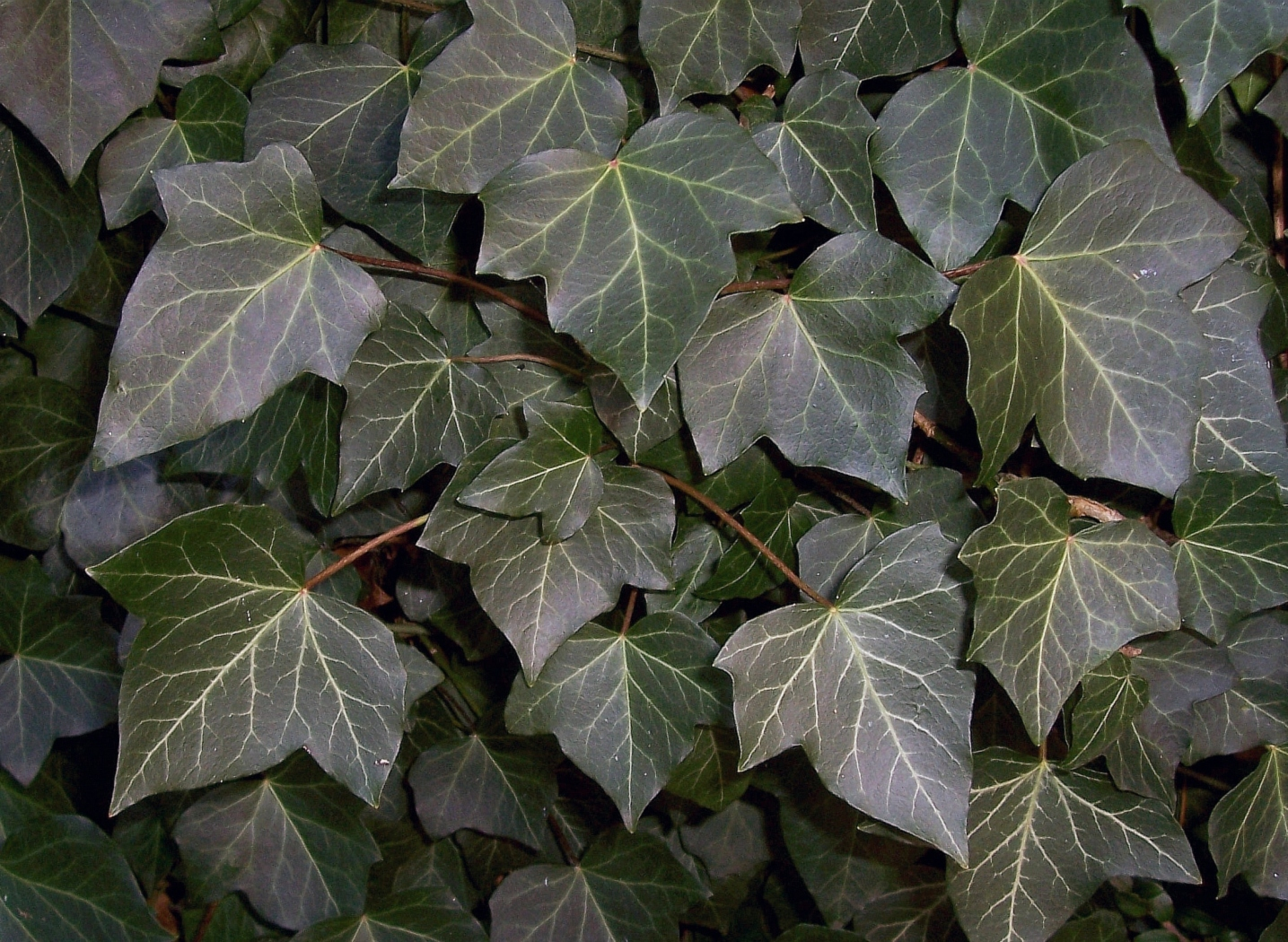
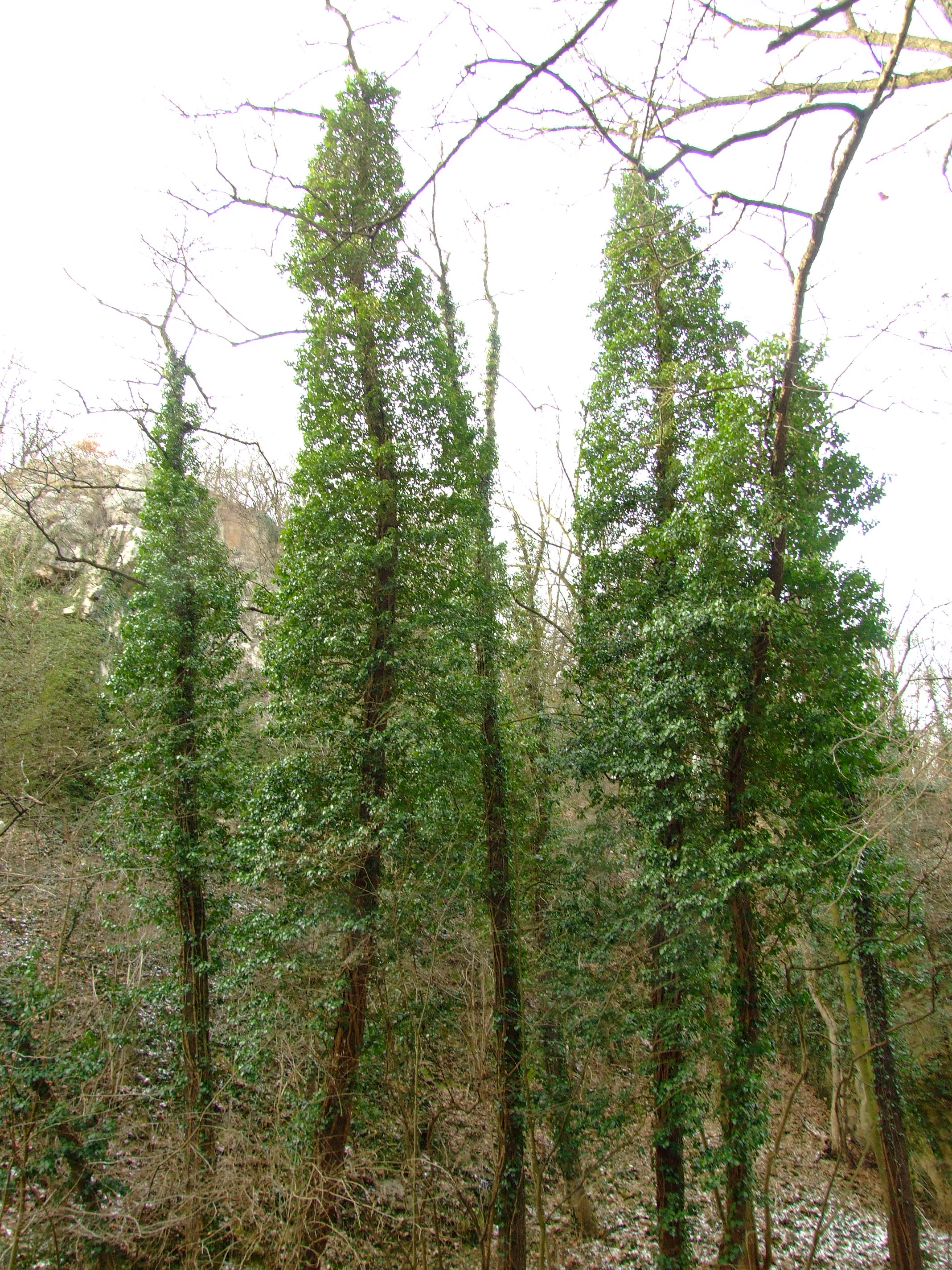
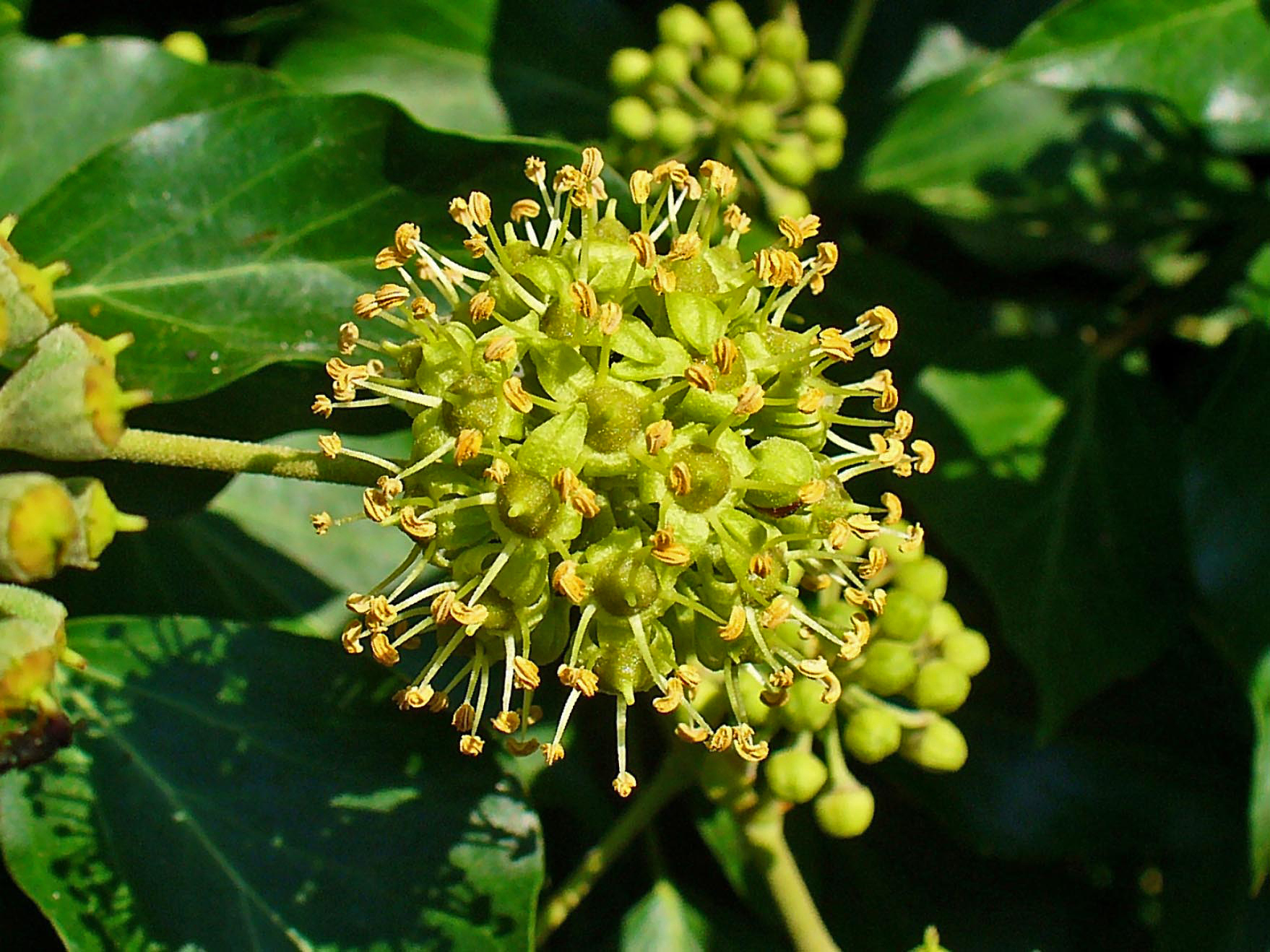

## الأنواع
من أنواعها:
- عشقة كلشيد
- عشقة متسلقة
- عشقة كنارية
- عشقة جزائرية